# 通川郡 (朝鮮)
通川郡（：／ Thongchŏn-gun */?）是朝鮮民主主義人民共和國江原道東北部的一個郡，位於太白山脈東麓，東臨朝鮮東海。面积594.78km²，2008年統計人口89,357人。下分1邑、30里。

## 地理
通川郡靠近金刚山，西部是山区，东部是沿海平原，沿海有各种环礁，通川郡经常有雾。

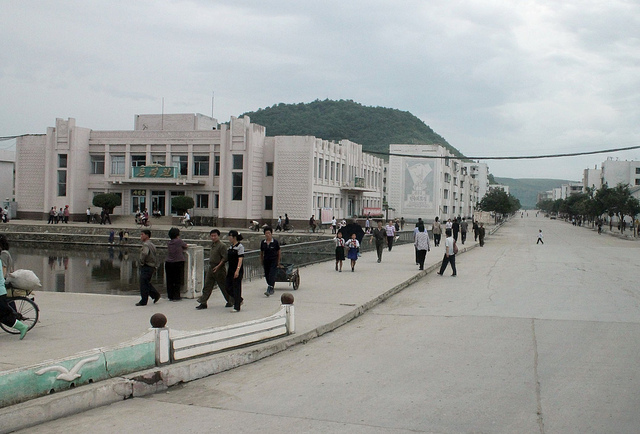
通川郡市區

## 经济
农业是主要行业，主产水稻，还生产大麦、小麦、燕麦、小米、玉米、大豆和土豆。伐木和渔业也发挥了作用。

## 交通
有沿海的高速公路東海北部線（金剛山青年線）。

## 名人
- 鄭周永
- 李春姬
- 竹島紀元